# بير جاكوبسن
بير جاكوبسن (بالنرويجية البوكمول: Per Jacobsen)‏ هو متزلج فني نرويجي، ولد في 23 مارس 1911، وتوفي في 13 يونيو 1944 في معسكر إبادة.